# Dompierre-sur-Héry
Dompierre-sur-Héry is een plaats en voormalige gemeente in het Franse departement Nièvre (regio Bourgogne-Franche-Comté) en telt 75 inwoners (2009). De plaats maakt deel uit van het arrondissement Clamecy. Op 1 januari 2016 fuseerde Dompierre-sur-Héry met de gemeenten Beaulieu en Michaugues tot een nieuwe gemeente, eveneens Beaulieu geheten. 

## Geografie
De oppervlakte van Dompierre-sur-Héry bedraagt 6,1 km², de bevolkingsdichtheid is 12,3 inwoners per km².
De onderstaande kaart toont de ligging van Dompierre-sur-Héry met de belangrijkste infrastructuur en aangrenzende gemeenten.

## Demografie
Onderstaande figuur toont het verloop van het inwonertal (bron: INSEE-tellingen).